# Anglo-Israelismus

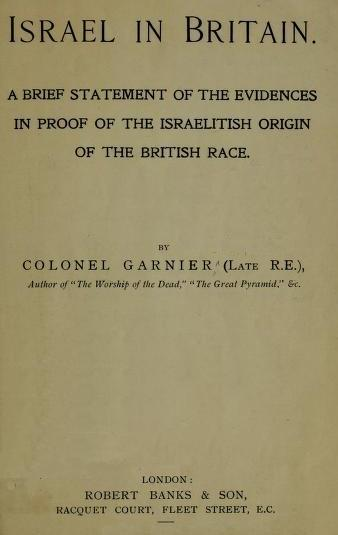
Israel in Britain (Colonel Garnier, 1890)

Der Anglo-Israelismus (auch British-Israelism) ist eine vorwiegend in den USA verbreitete theologische Sonderlehre, nach der die Briten und andere nordeuropäische Völker von den zehn verlorenen Stämmen Israels abstammen.

## Inhalt der Lehre
Die Bibel berichtet, dass das Volk Israel, das ursprünglich aus zwölf Stämmen bestand, nach dem Tod König Salomos im Jahr 926 v. Chr. in zwei verschiedene Reiche zerfiel (1 Kön 12,20 ). Das Nordreich Israel bestand aus zehn Stämmen, das südliche Reich Juda mit der Hauptstadt Jerusalem aus zwei. Die zwei Stämme des südlichen Reiches existieren noch heute als Juden weiter, doch die zehn nördlichen Stämme wurden nach der Eroberung durch die Assyrer im Jahr 722 v. Chr. umgesiedelt (2 Kön 17,6 ) und verloren ihre Identität.
Der Anglo-Israelismus geht davon aus, dass diese verlorenen Stämme mit den Skythen identisch und bis nach Nordwesteuropa weitergezogen sind und die Briten bzw. Angelsachsen direkt von ihnen abstammen. Die ersten Vertreter schlossen daraus, dass diese Völker am Ende der Geschichte zusammen mit den Juden das verheißene Land Israel bewohnen werden. Spätere Vertreter lehrten, dass die Juden ihre Verheißungen verloren haben und daher die „angelsächsischen“, namentlich „christlichen“ Völker alleiniger Erbe aller Verheißungen des Alten Testaments seien.

## Symbol
Besondere Bedeutung hat für den Anglo-Israelismus der schottische Krönungsstein Stein von Scone, der von 1296 bis 1996 unter dem Krönungsthron der englischen Könige in Westminster lag. Es soll sich um den Stein handeln, auf dem der Kopf des biblischen Jakob ruhte, als er von der Himmelsleiter träumte (Gen 28,10–22 ).

## Geschichte
Erstmals soll eine Britisch-Israel-Theorie 1649 von dem englischen Juristen John Sadler (1615–1674) vertreten worden sein („The rights of the kingdom“). 1840 veröffentlichte der irische Reverend John Wilson eine Schrift mit dem Titel Lectures on our Israelitish Origin (etwa: Vorträge über unseren israelitischen Ursprung), in der er diese Theorie auch auf andere „teutonische“ Völker ausdehnte, vorwiegend auf Deutschland, Italien, Frankreich und die Schweiz. Er glaubte, dass sie von verschiedenen Stämmen der Skythen abstammten, die wiederum von den zehn verlorenen Stämmen Israels herkämen.
Einem größeren Kreis wurde der Anglo-Israelismus erst 1874 bekannt, als Edward Hine, der 1840 einen Vortrag von Wilson gehört hatte, ein Buch mit dem Titel Forty-Seven Identifications of the British Nation with the Lost Ten Tribes of Israel (etwa: 47 Gleichsetzungen der britischen Nation mit den verlorenen zehn Stämmen Israels) veröffentlichte, in dem er das damalige Britische Empire mit dem biblischen Israel des Alten Testaments gleichsetzte.
Hine und seine Anhänger waren nicht antisemitisch eingestellt, sondern wollten im Gegenteil, dass das „angelsächsische Volk“ sich eines Tages den Stämmen Juda und Levi im „Gelobten Land“ anschließt. Er glaubte, dass dieser Anschluss die Wiederkunft Christi einleiten würde.
1884 entschloss sich Hine, die Bewegung in die USA zu bringen, um den europäischstämmigen Amerikanern ihre wahre Identität zu enthüllen, hatte damit aber zunächst keinen Erfolg. In den 1920er Jahren wandte sich Howard Rand dem Anglo-Israelismus zu, der 1928 National Commissioner der Anglo-Saxon Federation of America (etwa: Angelsächsischer Bund von Amerika) wurde und 1937 den Verlag Destiny Publishers (Bestimmung oder Erwählung) gründete, der noch heute einige seiner Werke veröffentlicht.
Rand legte das Alte Testament so aus, dass die Juden nicht nur vom alten Israel abgetrennt worden waren, sondern sogar die „wahren“ Stämme verlassen hätten und daher nicht mehr Gottes erwähltes Volk wären. Das „angelsächsische Volk“ vorwiegend europäischer Abstammung sei das wahre erwählte Volk Israel. Diese Form der Erwählung trug aber noch keine streng rassistischen Züge, sondern einte ihre Anhänger lediglich in dem Glauben, Gottes Zusagen für sich in Anspruch nehmen zu dürfen.
Die Anhänger des Anglo-Israelismus sind nicht organisiert, sondern leben ihren Glauben in ihren herkömmlichen Kirchengemeinden. Schätzungen der Anhängerzahl variieren daher extrem: von 2000 bis 100.000.
Eine Variante des Anglo-Israelismus stellt die Britisch-Israel-Theorie von Herbert W. Armstrong dar, auf der er 1934 seine Sondergemeinschaft „Weltweite Kirche Gottes“ aufbaute, die sich nach seinem Tod von seinem Erbe löste und heute eine evangelische Freikirche ist. Die Anhänger der alten Lehre gründeten im Frühjahr 1995 die Vereinte Kirche Gottes. Im Nordirlandkonflikt gründete William McGrath, ein Anhänger des Anglo-Israelismus, Tara, eine loyalistisch-protestantische paramilitärische Organisation.
Extremere Sichtweisen der Lehren von Howard Rand wurden allerdings schon früh vom Ku Klux Klan und amerikanischen Nazi-Gruppen (Nazi supremacist groups) übernommen und prägen die rassistisch-antisemitische Christian Identity-Bewegung.